# Decapterus maruadsi
Decapterus maruadsi är en fiskart som först beskrevs av Coenraad Jacob Temminck och Herman Schlegel, 1843.  Decapterus maruadsi ingår i släktet Decapterus och familjen taggmakrillfiskar. Inga underarter finns listade i Catalogue of Life.